# Gnaeus Claudius Severus (Konsul 173)
Gnaeus Claudius Severus (* um 133) war ein römischer Politiker und Senator im 2. Jahrhundert.
Severus stammte aus Pompeiopolis in Paphlagonien und war ein Sohn des Gnaeus Claudius Severus Arabianus, der im Jahr 146 das Konsulat bekleidete. Severus war Peripatetiker und heiratete um 167 in zweiter Ehe Annia Galeria Aurelia Faustina, eine Tochter Kaiser Mark Aurels. Sein Sohn aus dieser Ehe, Tiberius Claudius Severus Proculus, war im Jahr 200 Konsul. In erster Ehe war Gnaeus Claudius Severus wohl mit Ummidia Quadrata verheiratet, einer Nichte Mark Aurels. Claudius Ummidius Quadratus, der an dem Attentat auf Commodus im Rahmen der Lucilla-Verschwörung beteiligt war und 182 auf dessen Befehl hingerichtet wurde, war sein Sohn aus einer ersten Ehe, vermutlich mit einer Ummidia.
Severus’ erstes Konsulat als Suffektkonsul ist nicht genau datierbar; er hat es aber wohl bis spätestens 167 angetreten. Sein zweites Konsulat hatte Severus im Jahr 173 inne. In der Folgezeit trat er politisch nicht mehr hervor, war aber einer der Mittelpunkte der intellektuellen Zirkel im Rom seiner Zeit und hatte großen Einfluss auf Mark Aurel. So wurde die Verbindung des Kaisers mit dem Sophisten Sulpicius Cornelianus wahrscheinlich über Severus hergestellt und auch der berühmte Arzt Galen wurde durch seine Empfehlung Leibarzt des Kaisers. 176 begleitete er seinen Schwiegervater Mark Aurel nach Athen. Zahlreiche Inschriften wurden ihm als Patron seiner Vaterstadt in Pomeiopolis gesetzt.